# Майкъл Пунке
Майкъл Пунке (на английски: Michael Punke) е американски политически анализатор и консултант, политик, адвокат и писател – автор на произведения в жанровете исторически роман и документалистика.

## Биография и творчество
Роден е на 7 декември 1964 г. в Торингтън, Уайоминг, САЩ, в семейството на Бъч и Мерилин Пунке. Има по-малки брат и сестра. Като гимназист три лета работи като гид в Националния исторически парк „Форт Ларами“ в Уайоминг. Първоначално започва да учи в Масачузетския университет в Амхърст, а после завършва с бакалавърска степен по международни отношение от Университета „Джордж Вашингтон“. Получава докторска степен по търговско право от Юридическия факултет на Университета „Корнел“. В „Корнел“ е редактор на вестника на факултета по международно право.
След дипломирането си първоначално е адвокат в кантората „Хога и Харисън“ във Вашингтон, а в периода 1991 – 1992 г. работи като държавен служител и съветник по международна търговия за сенатор Макс Бокъс. Докато работи за сенатора, се жени за Трейси Силк. Имат две деца – Софи и Боуман.
В периода 1993 – 1995 г. е директор по международните икономически отношения в Международната търговска подкомисия и в Националния икономически съвет към Съвета по сигурност във Вашингтон, а в периода 1995 – 1996 г. е старши съветник към Офиса на търговския представител на САЩ. В периода 1996 – 2002 г. е адвокат по международна търговия и партньор в адвокатската кантора „Mayer, Brown, Rowe & Maw“. След това в периода 2003 – 2009 г. преподава в Университета на Монтана в Мизула и е политически анализатор и консултант. През 2009 г. е избран от президента Барак Обама за заместник търговски представител и посланик на САЩ в Световната търговска организация в Женева, Швейцария, като е утвърден от Сената през 2011 г.
Докато работи в адвокатската кантора, започва да пише роман, който завършва за 4 години. През 2002 г. е издаден романът му „Завръщането“. Главният герой, опитният ловец и трапер Хю Глас, водач на преследвана от индианци експедиция за добив на животински кожи през 1823 г., е нападнат от мечка и получава тежки рани. Изоставен от групата на произвола на съдбата, той намира последни сили, за да оцелее и да се завърне, отмъщавайки на хората, които са го изоставили и ограбили. През 2015 г. част от романа е екранизирана в едноименния и много награждаван филм с участието на Леонардо ди Каприо, Том Харди, Уил Полтър и Донал Глийсън.
В следващите години е автор и на две документални книги.
Майкъл Пунке живее със семейството си в Мизула, Монтана.

## Произведения

### Самостоятелни романи
- The Revenant (2002)
Завръщането, изд.: „Сиела“, София (2015), прев. Павел Главусанов

## Документалистика
- Fire and Brimstone (2006)
- Last Stand (2007)

## Екранизации
- 2015 Завръщането, The Revenant